# Учебно-производственный комбинат
Учебно-производственный комбинат (УПК) — организация, обеспечивающая старшеклассникам начальную профессиональную трудовую подготовку.

## История возникновения
Учебно-производственные комбинаты появились в СССР в середине 70-х годов XX века. Постановление об их организации было принято Советом Министров СССР в 1974 году. 21 февраля 1975 года министр просвещения СССР (по согласованию с Госпланом СССР, с Госкомитетом Совета Министров СССР по профессионально-техническому образованию, С Госкомитетом Совета Министров СССР по вопросам труда и заработной платы, с Министерством финансов СССР и ВЦСПС) утвердил «Типовое положение о межшкольных учебно-производственных комбинатах трудового обучения и профессиональной ориентации учащихся № 18».
Основными задачами УПК являлось «ознакомление учащихся с трудовыми процессами и содержанием труда рабочих на предприятиях, осуществление профессиональной ориентации учащихся с целью подготовки их к сознательному выбору профессии, обучение учащихся первоначальным навыкам труда по избранной профессии». Согласно «Положению об организации общественно полезного, производительного труда учащихся общеобразовательных школ» учащиеся старших классов общеобразовательных школ были обязаны проходить профессиональное обучение (в размере четырёх часов в неделю) и заниматься общественно полезным трудом (до четырёх часов в неделю). Обеспечением этого процесса и занимались учебно-производственные комбинаты. Для этого один день в неделю старшеклассники занимались не в школе, а проходили обучение в УПК. По окончании обучения ученики сдавали квалификационные экзамены и получали свидетельство об овладении трудовой специальностью. Набор специальностей, по которым проводилось обучение, согласовывался органами местного самоуправления и районными организациями народного образования.
После распада СССР в Российской Федерации обязательное начальное профессиональное образование было исключено из программы общего среднего образования. Обучение в УПК стало носить добровольный характер. В 1999 году Правительство РФ утвердило «Типовое положение о межшкольном учебном комбинате». В РБ УПК обязателен для учащихся 10 - 11 классов общеобразовательных школ. В РК обучение в УПК до сих пор входит в обязательную программу среднего образования.

## Дополнительные факты
Учебно-производственные комбинаты, как правило, объединяют несколько близлежащих школ и обычно занимают отдельное здание. Система таких комбинатов носит название «Межшкольный учебный комбинат» (МУК).